# Luis Pestarino
Luis Pestarino (Buenos Aires, Argentina, 28 de mayo de 1928) es un exárbitro de fútbol argentino.

## Trayectoria
Arbitró el partido de la segunda ronda en la Copa del Mundo de 1974 jugado entre Suecia-Yugoslavia (2:1), seis partidos en la clasificación para la Copa del Mundo (Conmebol y Concacaf) 1970 (1), 1974 (1), 1978 (4) y otros amistosos.
Dirigió dos encuentros en los Juegos Olímpicos de 1972. También arbitró el juego de ida de la Copa Intercontinental 1976 disputado entre el Bayern de Múnich-Cruzeiro (2:0).